# Laura Hay
Laura Hay, född 30 maj 1977, är en dansk politiker i Aarhus.
Laura Hay växte upp på en bondgård på Hjarnø i Horsens Fjord. Hon studerade juridik på Aarhus Universitet. Hon valdes in i kommunfullmäktige i Aarhus 2006 och blev kommunalråd där 2009. Hon är sedan 2010 ordförande för Venstre i Aarhus kommun. 
Laura Hay är gift med Johan Pedersson Uggla.